# إبراهيم غنيكي غييه
إبراهيم غنيكي غييه (ولد في 25 يوليو 1986) هو لاعب كرة قدم محترف سابق من كوت ديفوار لعب كجناح أو مهاجم.

## المسيرة الكروية
لعب إبراهيم مع نادي جومو كوزموس في الدوري الممتاز لكرة القدم في جنوب أفريقيا. كان ضمن فريق نادي بودابست هونفيد الذي وصل إلى الدور الثالث من الدوري الأوروبي في موسم 2009-2010 وكان عضوًا في الفريق الذي فاز بكأس المجر 2008-2009.
في صيف عام 2010، وقع لنادي تورز، في دوري الدرجة الثانية الفرنسي. وفي أول 17 مباراة خاضها مع النادي الفرنسي، سجل 10 أهداف.
في يونيو 2014، بعد قضاء الموسم السابق مع نادي أبولون ليماسول على سبيل الإعارة من نادي نيس، تم بيع إبراهيم إلى النادي القبرصي.
في أكتوبر 2017، أعلن اعتزاله بسبب مشكلة في القلب.

## المسيرة الدولية
كان إبراهيم مهاجمًا لعب لصالح منتخب ساحل العاج تحت 23 عامًا في دورة الألعاب الأولمبية الصيفية 2008 في الصين. تم اختياره مرتين لمنتخب ساحل العاج في عام 2010، حيث لعب ضد رواندا وبوروندي.

## الأوسمة
بودابست هونفيد
- كأس المجر : 2006-2007، 2008-2009 ؛ وصيف 2007-2008
- وصيف كأس السوبر المجري : 2007، 2009

أبولون ليماسول
- كأس قبرص : 2015–16، 2016-2017